# ムーンライトの受賞とノミネートの一覧
『ムーンライト』（英: Moonlight）はアメリカ合衆国で2016年に公開された、バリー・ジェンキンス監督のドラマ映画である。作品はタレル・アルヴィン・マクレイニーによる "In Moonlight Black Boys Look Blue" を原案とし、ジェンキンス・マクレイニーの共作で脚本が執筆された。アフリカ系アメリカ人のシャロン（英: Chiron）が、フロリダ州マイアミで成長しながら、自分のゲイであるセクシュアリティに葛藤する筋書きで、トレヴァンテ・ローズ、アンドレ・ホランド、ジャネール・モネイ、アシュトン・サンダース、ナオミ・ハリス、マハーシャラ・アリなどが出演した。作品は2016年9月2日にテルライド映画祭でワールド・プレミアを迎えた。アメリカ合衆国での配給はA24が担当し、同年10月21日には限定公開、11月4日には1,100館での拡大公開が行われた。製作費500万ドルという低予算映画だったが、国内だけで2,700万ドル近い興行収入を挙げている。多くの映画評論家が作品を絶賛し、映画評論サイトRotten Tomatoesでは97%支持の「新鮮な映画」に分類されているほか、Metacriticでは2016年の映画中最高得点（100点満点中99点）を獲得した。
『ムーンライト』は、多くの映画賞の幅広い部門で受賞・ノミネートに至ったが、中でもジェンキンスの監督、アリ・ハリスの演技に対する評価が高い。第89回アカデミー賞では監督賞（ジェンキンス）・助演女優賞（ハリス）を含む8部門にノミネートを受け、最終的に作品賞、助演男優賞（アリ）、脚色賞（ジェンキンス、マクレイニー）を受賞した。アリはムスリムとして初めてオスカーを獲得した俳優になったほか、キャスト全員が黒人の映画・LGBTを扱った映画として初のアカデミー作品賞にもなった。第74回ゴールデングローブ賞では6部門にノミネートを受け、映画部門 作品賞 (ドラマ部門)を獲得した。また、第70回英国アカデミー賞では、作品賞、オリジナル脚本賞、助演男優賞（アリ）・助演女優賞（ハリス）の4部門にノミネートされた。
第32回インディペンデント・スピリット賞では、作品賞・監督賞・脚本賞を含む6部門で受賞した。第23回全米映画俳優組合賞ではアリが助演男優賞を獲得した。第69回全米監督協会賞・第28回全米製作者組合賞ではそれぞれ1部門にノミネートされた。第22回クリティクス・チョイス・アワードでは、作品賞・監督賞・助演女優賞（ハリス）を含む10部門にノミネートされ、助演男優賞（アリ）・アンサンブル演技賞を獲得した。アメリカン・フィルム・インスティチュートは、映画を2016年のトップ10映画にランクインさせた。
マクレイニーの書いた原案戯曲 "In Moonlight Black Boys Look Blue" は舞台化が頓挫し放置されていた作品で、ジェンキンスはここから3章を抜き出して映画の脚本を執筆した。このため、作品は賞によってオリジナル脚本賞・翻案（脚色賞）など異なる部門へノミネートを受けた。全米脚本家組合賞や英国アカデミー賞ではオリジナル脚本賞に分類されたものの、アカデミー賞では翻案と見なされて脚色賞へのノミネート・受賞となっている。

## 受賞とノミネート
| 映画賞                                             | 授賞式開催日        | 部門                                                          | 対象 | 結果       | 出典                                      |
| -------------------------------------------------- | ------------------- | ------------------------------------------------------------- | --- | ---------- | ----------------------------------------- |
| オーストラリア映画テレビ芸術アカデミー賞           | 2017年1月8日 (en)   | 助演男優賞（国際部門） (en)                                   | マハーシャラ・アリ | ノミネート | [ 19 ]                                    |
| オーストラリア映画テレビ芸術アカデミー賞           | 2017年1月8日 (en)   | 助演女優賞（国際部門） (en)                                   | ナオミ・ハリス | ノミネート | [ 19 ]                                    |
| アカデミー賞                                       | 2017年2月26日       | 作品賞                                                        | デデ・ガードナー、ジェレミー・クライナー、アデル・ロマンスキー                                                         | 受賞       | [ 20 ] [ 21 ] [ 22 ] [ 23 ] [ 24 ] [ 25 ] |
| アカデミー賞                                       | 2017年2月26日       | 監督賞                                                        | バリー・ジェンキンス                                                                                                   | ノミネート | [ 20 ] [ 21 ] [ 22 ] [ 23 ] [ 24 ] [ 25 ] |
| アカデミー賞                                       | 2017年2月26日       | 助演男優賞                                                    | マハーシャラ・アリ | 受賞       | [ 20 ] [ 21 ] [ 22 ] [ 23 ] [ 24 ] [ 25 ] |
| アカデミー賞                                       | 2017年2月26日       | 助演女優賞                                                    | ナオミ・ハリス | ノミネート | [ 20 ] [ 21 ] [ 22 ] [ 23 ] [ 24 ] [ 25 ] |
| アカデミー賞                                       | 2017年2月26日       | 脚色賞                                                        | バリー・ジェンキンス、 タレル・アルヴィン・マクレイニー                                                                | 受賞       | [ 20 ] [ 21 ] [ 22 ] [ 23 ] [ 24 ] [ 25 ] |
| アカデミー賞                                       | 2017年2月26日       | 作曲賞                                                        | ニコラス・ブリテル | ノミネート | [ 20 ] [ 21 ] [ 22 ] [ 23 ] [ 24 ] [ 25 ] |
| アカデミー賞                                       | 2017年2月26日       | 撮影賞                                                        | ジェームズ・ラクストン                                                                                                 | ノミネート | [ 20 ] [ 21 ] [ 22 ] [ 23 ] [ 24 ] [ 25 ] |
| アカデミー賞                                       | 2017年2月26日       | 編集賞                                                        | ジョイ・マクミロン、ナット・サンダース                                                                                 | ノミネート | [ 20 ] [ 21 ] [ 22 ] [ 23 ] [ 24 ] [ 25 ] |
| ACEエディー賞                                      | 2017年1月27日 (en)  | 長編映画編集賞（ドラマ部門） (en)                             | ジョイ・マクミロン、ナット・サンダース                                                                                 | ノミネート | [ 26 ]                                    |
| アフリカン・アメリカン映画批評家協会賞             | 2017年2月9日 (en)   | 作品賞                                                        | 映画本編 | 受賞       | [ 27 ]                                    |
| アフリカン・アメリカン映画批評家協会賞             | 2017年2月9日 (en)   | 監督賞                                                        | バリー・ジェンキンス                                                                                                   | 受賞       | [ 27 ]                                    |
| アフリカン・アメリカン映画批評家協会賞             | 2017年2月9日 (en)   | 助演男優賞                                                    | マハーシャラ・アリ | 受賞       | [ 27 ]                                    |
| アフリカン・アメリカン映画批評家協会賞             | 2017年2月9日 (en)   | ブレイクアウト・パフォーマンス                                | ジャネール・モネイ （『ドリーム』も対象）                                                                              | 受賞       | [ 27 ]                                    |
| アフリカン・アメリカン映画批評家協会賞             | 2017年2月9日 (en)   | 最優秀独立映画賞                                              | 映画本編 | 受賞       | [ 27 ]                                    |
| アフリカン・アメリカン映画批評家協会賞             | 2017年2月9日 (en)   | トップ10映画                                                  | 映画本編 | 1位        | [ 27 ]                                    |
| EDA賞                                              | 2016年12月21日      | 作品賞                                                        | 映画本編 | 受賞       | [ 28 ] [ 29 ] [ 30 ]                      |
| EDA賞                                              | 2016年12月21日      | 監督賞                                                        | バリー・ジェンキンス                                                                                                   | 受賞       | [ 28 ] [ 29 ] [ 30 ]                      |
| EDA賞                                              | 2016年12月21日      | 助演男優賞                                                    | マハーシャラ・アリ | 受賞       | [ 28 ] [ 29 ] [ 30 ]                      |
| EDA賞                                              | 2016年12月21日      | 助演女優賞                                                    | ナオミ・ハリス | ノミネート | [ 28 ] [ 29 ] [ 30 ]                      |
| EDA賞                                              | 2016年12月21日      | 脚色賞                                                        | バリー・ジェンキンス                                                                                                   | 受賞       | [ 28 ] [ 29 ] [ 30 ]                      |
| EDA賞                                              | 2016年12月21日      | 撮影賞                                                        | ジェームズ・ラクストン                                                                                                 | 受賞       | [ 28 ] [ 29 ] [ 30 ]                      |
| EDA賞                                              | 2016年12月21日      | 編集賞                                                        | ジョイ・マクミロン、ナット・サンダース                                                                                 | 受賞       | [ 28 ] [ 29 ] [ 30 ]                      |
| EDA賞                                              | 2016年12月21日      | 最優秀アンサンブル・キャスト - キャスティング・ディレクター   | イェシ・ラミレス | 受賞       | [ 28 ] [ 29 ] [ 30 ]                      |
| EDA賞                                              | 2016年12月21日      | ブレイクスルー・パフォーマンス                                | ジャネール・モネイ （『ドリーム』も対象）                                                                              | ノミネート | [ 28 ] [ 29 ] [ 30 ]                      |
| EDA賞                                              | 2016年12月21日      | Bravest Performance                                           | ナオミ・ハリス | ノミネート | [ 28 ] [ 29 ] [ 30 ]                      |
| AFI賞                                              | 2016年12月7日 (en)  | 今年のトップ10映画                                            | 映画本編 | 受賞       | [ 31 ]                                    |
| 全米撮影監督協会賞                                 | 2017年2月4日 (en)   | 撮影賞（劇場公開部門） (en)                                   | ジェームズ・ラクストン                                                                                                 | ノミネート | [ 32 ] [ 33 ]                             |
| オースティン映画批評家協会賞                       | 2016年12月28日      | 作品賞                                                        | 映画本編 | 受賞       | [ 34 ] [ 35 ] [ 36 ]                      |
| オースティン映画批評家協会賞                       | 2016年12月28日      | 2016年トップ10映画                                            | 映画本編 | 1位        | [ 34 ] [ 35 ] [ 36 ]                      |
| オースティン映画批評家協会賞                       | 2016年12月28日      | 監督賞                                                        | バリー・ジェンキンス                                                                                                   | 受賞       | [ 34 ] [ 35 ] [ 36 ]                      |
| オースティン映画批評家協会賞                       | 2016年12月28日      | 助演男優賞                                                    | マハーシャラ・アリ | 受賞       | [ 34 ] [ 35 ] [ 36 ]                      |
| オースティン映画批評家協会賞                       | 2016年12月28日      | 助演男優賞                                                    | トレヴァンテ・ローズ                                                                                                   | ノミネート | [ 34 ] [ 35 ] [ 36 ]                      |
| オースティン映画批評家協会賞                       | 2016年12月28日      | 助演女優賞                                                    | ナオミ・ハリス | ノミネート | [ 34 ] [ 35 ] [ 36 ]                      |
| オースティン映画批評家協会賞                       | 2016年12月28日      | 脚本賞                                                        | バリー・ジェンキンス                                                                                                   | 受賞       | [ 34 ] [ 35 ] [ 36 ]                      |
| オースティン映画批評家協会賞                       | 2016年12月28日      | 撮影賞                                                        | ジェームズ・ラクストン                                                                                                 | ノミネート | [ 34 ] [ 35 ] [ 36 ]                      |
| オースティン映画批評家協会賞                       | 2016年12月28日      | ブレイクスルー・アーティスト賞                                | バリー・ジェンキンス（監督・脚本家）                                                                                   | ノミネート | [ 34 ] [ 35 ] [ 36 ]                      |
| オースティン映画批評家協会賞                       | 2016年12月28日      | ブレイクスルー・アーティスト賞                                | トレヴァンテ・ローズ（俳優）                                                                                           | ノミネート | [ 34 ] [ 35 ] [ 36 ]                      |
| オースティン映画批評家協会賞                       | 2016年12月28日      | 名誉賞                                                        | イェシ・ラミレス、『ムーンライト』キャスト                                                                             | 受賞       | [ 34 ] [ 35 ] [ 36 ]                      |
| 英国アカデミー賞                                   | 2017年2月12日       | 作品賞                                                        | デデ・ガードナー、ジェレミー・クライナー、アデル・ロマンスキー                                                         | ノミネート | [ 37 ] [ 38 ] [ 39 ] [ 40 ]               |
| 英国アカデミー賞                                   | 2017年2月12日       | 助演男優賞                                                    | マハーシャラ・アリ | ノミネート | [ 37 ] [ 38 ] [ 39 ] [ 40 ]               |
| 英国アカデミー賞                                   | 2017年2月12日       | 助演女優賞                                                    | ナオミ・ハリス | ノミネート | [ 37 ] [ 38 ] [ 39 ] [ 40 ]               |
| 英国アカデミー賞                                   | 2017年2月12日       | オリジナル脚本賞                                              | バリー・ジェンキンス                                                                                                   | ノミネート | [ 37 ] [ 38 ] [ 39 ] [ 40 ]               |
| ブラック・リール・アワード                         | 2017年2月16日 (en)  | 作品賞                                                        | デデ・ガードナー、ジェレミー・クライナー、アデル・ロマンスキー                                                         | 受賞       | [ 41 ] [ 42 ]                             |
| ブラック・リール・アワード                         | 2017年2月16日 (en)  | 監督賞                                                        | バリー・ジェンキンス                                                                                                   | 受賞       | [ 41 ] [ 42 ]                             |
| ブラック・リール・アワード                         | 2017年2月16日 (en)  | 助演男優賞                                                    | マハーシャラ・アリ | 受賞       | [ 41 ] [ 42 ]                             |
| ブラック・リール・アワード                         | 2017年2月16日 (en)  | 助演男優賞                                                    | アンドレ・ホランド | ノミネート | [ 41 ] [ 42 ]                             |
| ブラック・リール・アワード                         | 2017年2月16日 (en)  | 助演男優賞                                                    | アシュトン・サンダース                                                                                                 | ノミネート | [ 41 ] [ 42 ]                             |
| ブラック・リール・アワード                         | 2017年2月16日 (en)  | 助演女優賞                                                    | ナオミ・ハリス | ノミネート | [ 41 ] [ 42 ]                             |
| ブラック・リール・アワード                         | 2017年2月16日 (en)  | 助演女優賞                                                    | ジャネール・モネイ | ノミネート | [ 41 ] [ 42 ]                             |
| ブラック・リール・アワード                         | 2017年2月16日 (en)  | 脚本賞                                                        | バリー・ジェンキンス                                                                                                   | 受賞       | [ 41 ] [ 42 ]                             |
| ブラック・リール・アワード                         | 2017年2月16日 (en)  | アンサンブル賞                                                | 『ムーンライト』キャスト                                                                                               | 受賞       | [ 41 ] [ 42 ]                             |
| ブラック・リール・アワード                         | 2017年2月16日 (en)  | ブレイクスルー・パフォーマンス賞（男性部門）                  | アレックス・ヒバート                                                                                                   | ノミネート | [ 41 ] [ 42 ]                             |
| ブラック・リール・アワード                         | 2017年2月16日 (en)  | ブレイクスルー・パフォーマンス賞（男性部門）                  | トレヴァンテ・ローズ                                                                                                   | 受賞       | [ 41 ] [ 42 ]                             |
| ブラック・リール・アワード                         | 2017年2月16日 (en)  | ブレイクスルー・パフォーマンス賞（男性部門）                  | アシュトン・サンダース                                                                                                 | ノミネート | [ 41 ] [ 42 ]                             |
| ブラック・リール・アワード                         | 2017年2月16日 (en)  | 作曲賞                                                        | ニコラス・ブリテル | 受賞       | [ 41 ] [ 42 ]                             |
| ボストン映画批評家協会賞                           | 2016年12月11日      | 助演男優賞                                                    | マハーシャラ・アリ | 受賞       | [ 43 ]                                    |
| ボストン映画批評家協会賞                           | 2016年12月11日      | 撮影賞                                                        | ジェームズ・ラクストン                                                                                                 | 次点       | [ 43 ]                                    |
| ボストン映画批評家協会賞                           | 2016年12月11日      | キャスト賞                                                    | 『ムーンライト』キャスト                                                                                               | 受賞       | [ 43 ]                                    |
| 英国インディペンデント映画賞                       | 2016年12月4日       | 外国インディペンデント映画賞 (en)                             | デデ・ガードナー、バリー・ジェンキンス、ジェレミー・クライナー、タレル・アルヴィン・マクレイニー、アデル・ロマンスキー | 受賞       | [ 44 ] [ 45 ]                             |
| Camerimage                                         | 2016年11月19日      | ゴールデン・フロッグ賞 撮影賞                                 | ジェームズ・ラクストン                                                                                                 | ノミネート | [ 46 ]                                    |
| シカゴ映画批評家協会賞                             | 2016年12月15日      | 作品賞                                                        | 映画本編 | 受賞       | [ 47 ] [ 48 ]                             |
| シカゴ映画批評家協会賞                             | 2016年12月15日      | 監督賞                                                        | バリー・ジェンキンス                                                                                                   | 受賞       | [ 47 ] [ 48 ]                             |
| シカゴ映画批評家協会賞                             | 2016年12月15日      | 助演男優賞                                                    | マハーシャラ・アリ | 受賞       | [ 47 ] [ 48 ]                             |
| シカゴ映画批評家協会賞                             | 2016年12月15日      | 助演男優賞                                                    | トレヴァンテ・ローズ                                                                                                   | ノミネート | [ 47 ] [ 48 ]                             |
| シカゴ映画批評家協会賞                             | 2016年12月15日      | 助演女優賞                                                    | ナオミ・ハリス | ノミネート | [ 47 ] [ 48 ]                             |
| シカゴ映画批評家協会賞                             | 2016年12月15日      | 脚本賞                                                        | バリー・ジェンキンス                                                                                                   | ノミネート | [ 47 ] [ 48 ]                             |
| シカゴ映画批評家協会賞                             | 2016年12月15日      | 撮影賞                                                        | ジェームズ・ラクストン                                                                                                 | ノミネート | [ 47 ] [ 48 ]                             |
| シカゴ映画批評家協会賞                             | 2016年12月15日      | 編集賞                                                        | ジョイ・マクミロン、ナット・サンダース                                                                                 | ノミネート | [ 47 ] [ 48 ]                             |
| シカゴ映画批評家協会賞                             | 2016年12月15日      | 作曲賞                                                        | ニコラス・ブリテル | ノミネート | [ 47 ] [ 48 ]                             |
| シカゴ映画批評家協会賞                             | 2016年12月15日      | Most Promising Performer                                      | トレヴァンテ・ローズ                                                                                                   | ノミネート | [ 47 ] [ 48 ]                             |
| シカゴ映画批評家協会賞                             | 2016年12月15日      | Most Promising Performer                                      | ジャネール・モネイ （『ドリーム』も対象）                                                                              | ノミネート | [ 47 ] [ 48 ]                             |
| シカゴ国際映画祭                                   | 2016年10月27日      | 観客賞（長編物語映画）                                        | 映画本編 | 受賞       | [ 49 ] [ 50 ]                             |
| クリティクス・チョイス・アワード                   | 2016年12月11日      | 作品賞                                                        | 映画本編 | ノミネート | [ 51 ] [ 52 ]                             |
| クリティクス・チョイス・アワード                   | 2016年12月11日      | 監督賞                                                        | バリー・ジェンキンス                                                                                                   | ノミネート | [ 51 ] [ 52 ]                             |
| クリティクス・チョイス・アワード                   | 2016年12月11日      | 助演男優賞                                                    | マハーシャラ・アリ | 受賞       | [ 51 ] [ 52 ]                             |
| クリティクス・チョイス・アワード                   | 2016年12月11日      | 助演女優賞                                                    | ナオミ・ハリス | ノミネート | [ 51 ] [ 52 ]                             |
| クリティクス・チョイス・アワード                   | 2016年12月11日      | アンサンブル演技賞                                            | 『ムーンライト』キャスト                                                                                               | 受賞       | [ 51 ] [ 52 ]                             |
| クリティクス・チョイス・アワード                   | 2016年12月11日      | 若手俳優賞                                                    | アレックス・ヒバート                                                                                                   | ノミネート | [ 51 ] [ 52 ]                             |
| クリティクス・チョイス・アワード                   | 2016年12月11日      | 脚本賞                                                        | バリー・ジェンキンス                                                                                                   | ノミネート | [ 51 ] [ 52 ]                             |
| クリティクス・チョイス・アワード                   | 2016年12月11日      | 撮影賞                                                        | ジェームズ・ラクストン                                                                                                 | ノミネート | [ 51 ] [ 52 ]                             |
| クリティクス・チョイス・アワード                   | 2016年12月11日      | 編集賞                                                        | ジョイ・マクミロン、ナット・サンダース                                                                                 | ノミネート | [ 51 ] [ 52 ]                             |
| クリティクス・チョイス・アワード                   | 2016年12月11日      | 作曲賞                                                        | ニコラス・ブリテル | ノミネート | [ 51 ] [ 52 ]                             |
| ダラス・フォートワース映画批評家協会賞             | 2016年12月13日 (en) | トップ10映画 (en)                                             | 映画本編 | 1位        | [ 53 ]                                    |
| ダラス・フォートワース映画批評家協会賞             | 2016年12月13日 (en) | 助演男優賞                                                    | マハーシャラ・アリ | 受賞       | [ 53 ]                                    |
| ダラス・フォートワース映画批評家協会賞             | 2016年12月13日 (en) | 助演女優賞                                                    | ナオミ・ハリス | 2位        | [ 53 ]                                    |
| ダラス・フォートワース映画批評家協会賞             | 2016年12月13日 (en) | 監督賞                                                        | バリー・ジェンキンス                                                                                                   | 受賞       | [ 53 ]                                    |
| ダラス・フォートワース映画批評家協会賞             | 2016年12月13日 (en) | 脚本賞                                                        | バリー・ジェンキンス                                                                                                   | 2位        | [ 53 ]                                    |
| ダラス・フォートワース映画批評家協会賞             | 2016年12月13日 (en) | ラッセル・スミス賞                                            | 映画本編 | 受賞       | [ 53 ]                                    |
| デトロイト映画批評家協会賞                         | 2016年12月19日      | 作品賞                                                        | 映画本編 | ノミネート | [ 54 ] [ 55 ]                             |
| デトロイト映画批評家協会賞                         | 2016年12月19日      | 助演男優賞                                                    | マハーシャラ・アリ | ノミネート | [ 54 ] [ 55 ]                             |
| デトロイト映画批評家協会賞                         | 2016年12月19日      | 監督賞                                                        | バリー・ジェンキンス                                                                                                   | ノミネート | [ 54 ] [ 55 ]                             |
| デトロイト映画批評家協会賞                         | 2016年12月19日      | 脚本賞                                                        | バリー・ジェンキンス                                                                                                   | ノミネート | [ 54 ] [ 55 ]                             |
| デトロイト映画批評家協会賞                         | 2016年12月19日      | ブレイクスルー賞                                              | マハーシャラ・アリ （『ドリーム』も対象）                                                                              | ノミネート | [ 54 ] [ 55 ]                             |
| デトロイト映画批評家協会賞                         | 2016年12月19日      | ブレイクスルー賞                                              | バリー・ジェンキンス（監督・脚本家）                                                                                   | ノミネート | [ 54 ] [ 55 ]                             |
| デトロイト映画批評家協会賞                         | 2016年12月19日      | ブレイクスルー賞                                              | トレヴァンテ・ローズ（俳優）                                                                                           | ノミネート | [ 54 ] [ 55 ]                             |
| デトロイト映画批評家協会賞                         | 2016年12月19日      | アンサンブル賞                                                | 『ムーンライト』キャスト                                                                                               | ノミネート | [ 54 ] [ 55 ]                             |
| 全米監督協会賞                                     | 2017年2月4日        | 長編映画監督賞                                                | バリー・ジェンキンス                                                                                                   | ノミネート | [ 56 ] [ 57 ]                             |
| ドリアン賞                                         | 2017年1月26日       | 今年の映画                                                    | 映画本編 | 受賞       | [ 58 ]                                    |
| ドリアン賞                                         | 2017年1月26日       | 今年の監督                                                    | バリー・ジェンキンス                                                                                                   | 受賞       | [ 58 ]                                    |
| ドリアン賞                                         | 2017年1月26日       | 今年の映画演技 - 俳優                                         | マハーシャラ・アリ | 受賞       | [ 58 ]                                    |
| ドリアン賞                                         | 2017年1月26日       | 今年の映画演技 - 俳優                                         | トレヴァンテ・ローズ                                                                                                   | ノミネート | [ 58 ]                                    |
| ドリアン賞                                         | 2017年1月26日       | 今年の脚本                                                    | バリー・ジェンキンス                                                                                                   | 受賞       | [ 58 ]                                    |
| ドリアン賞                                         | 2017年1月26日       | 今年のLGBTQ映画                                               | 映画本編 | 受賞       | [ 58 ]                                    |
| ドリアン賞                                         | 2017年1月26日       | Visually Striking Film of the Year                            | 映画本編 | ノミネート | [ 58 ]                                    |
| フロリダ映画批評家協会賞                           | 2016年12月23日 (en) | 作品賞                                                        | 映画本編 | ノミネート | [ 59 ] [ 60 ]                             |
| フロリダ映画批評家協会賞                           | 2016年12月23日 (en) | 監督賞                                                        | バリー・ジェンキンス                                                                                                   | ノミネート | [ 59 ] [ 60 ]                             |
| フロリダ映画批評家協会賞                           | 2016年12月23日 (en) | 助演男優賞                                                    | マハーシャラ・アリ | ノミネート | [ 59 ] [ 60 ]                             |
| フロリダ映画批評家協会賞                           | 2016年12月23日 (en) | 助演男優賞                                                    | アンドレ・ホランド | ノミネート | [ 59 ] [ 60 ]                             |
| フロリダ映画批評家協会賞                           | 2016年12月23日 (en) | 助演女優賞                                                    | ナオミ・ハリス | ノミネート | [ 59 ] [ 60 ]                             |
| フロリダ映画批評家協会賞                           | 2016年12月23日 (en) | アンサンブル賞                                                | 『ムーンライト』キャスト                                                                                               | 次点       | [ 59 ] [ 60 ]                             |
| フロリダ映画批評家協会賞                           | 2016年12月23日 (en) | 脚色賞                                                        | バリー・ジェンキンス、 タレル・アルヴィン・マクレイニー                                                                | 次点       | [ 59 ] [ 60 ]                             |
| フロリダ映画批評家協会賞                           | 2016年12月23日 (en) | 撮影賞                                                        | ジェームズ・ラクストン                                                                                                 | ノミネート | [ 59 ] [ 60 ]                             |
| フロリダ映画批評家協会賞                           | 2016年12月23日 (en) | 作曲賞                                                        | 映画本編 | ノミネート | [ 59 ] [ 60 ]                             |
| フロリダ映画批評家協会賞                           | 2016年12月23日 (en) | FCCブレイクアウト賞                                           | バリー・ジェンキンス                                                                                                   | 受賞       | [ 59 ] [ 60 ]                             |
| フロリダ映画批評家協会賞                           | 2016年12月23日 (en) | ゴールデン・オレンジ （フロリダ撮影の映画における顕著な功績） | 『ムーンライト』キャスト                                                                                               | 受賞       | [ 59 ] [ 60 ]                             |
| GLAADメディア賞                                    | 2017年4月1日        | 作品賞（全米公開部門） (en)                                   | 映画本編 | 未決定     | [ 61 ]                                    |
| ゴールデングローブ賞                               | 2017年1月8日        | 映画部門 作品賞 (ドラマ部門)                                  | 映画本編 | 受賞       | [ 62 ] [ 63 ] [ 64 ]                      |
| ゴールデングローブ賞                               | 2017年1月8日        | 映画部門 助演男優賞                                           | マハーシャラ・アリ | ノミネート | [ 62 ] [ 63 ] [ 64 ]                      |
| ゴールデングローブ賞                               | 2017年1月8日        | 映画部門 助演女優賞                                           | ナオミ・ハリス | ノミネート | [ 62 ] [ 63 ] [ 64 ]                      |
| ゴールデングローブ賞                               | 2017年1月8日        | 監督賞                                                        | バリー・ジェンキンス                                                                                                   | ノミネート | [ 62 ] [ 63 ] [ 64 ]                      |
| ゴールデングローブ賞                               | 2017年1月8日        | 脚本賞                                                        | バリー・ジェンキンス                                                                                                   | ノミネート | [ 62 ] [ 63 ] [ 64 ]                      |
| ゴールデングローブ賞                               | 2017年1月8日        | 作曲賞                                                        | ニコラス・ブリテル | ノミネート | [ 62 ] [ 63 ] [ 64 ]                      |
| ゴッサム・インディペンデント映画賞                 | 2016年11月28日      | 長編映画賞                                                    | 映画本編 | 受賞       | [ 65 ] [ 66 ] [ 67 ] [ 68 ]               |
| ゴッサム・インディペンデント映画賞                 | 2016年11月28日      | 脚本賞                                                        | バリー・ジェンキンス、 タレル・アルヴィン・マクレイニー                                                                | 受賞       | [ 65 ] [ 66 ] [ 67 ] [ 68 ]               |
| ゴッサム・インディペンデント映画賞                 | 2016年11月28日      | 観客賞                                                        | 映画本編 | 受賞       | [ 65 ] [ 66 ] [ 67 ] [ 68 ]               |
| ゴッサム・インディペンデント映画賞                 | 2016年11月28日      | 特別審査賞 - アンサンブル演技                                 | 『ムーンライト』キャスト                                                                                               | 受賞       | [ 65 ] [ 66 ] [ 67 ] [ 68 ]               |
| ハリウッド映画賞                                   | 2016年11月6日       | ハリウッド・ブレイクアウト演技賞                              | ナオミ・ハリス （『素晴らしきかな、人生』も対象）                                                                      | 受賞       | [ 69 ]                                    |
| ハリウッド・ミュージック・イン・メディア・アワード | 2016年11月17日      | 作曲賞（長編映画部門）                                        | ニコラス・ブリテル | 受賞       | [ 70 ]                                    |
| ヒューストン映画批評家協会賞                       | 2017年1月6日 (en)   | 作品賞                                                        | 映画本編 | ノミネート | [ 71 ] [ 72 ] [ 73 ]                      |
| ヒューストン映画批評家協会賞                       | 2017年1月6日 (en)   | 助演女優賞                                                    | ナオミ・ハリス | ノミネート | [ 71 ] [ 72 ] [ 73 ]                      |
| ヒューストン映画批評家協会賞                       | 2017年1月6日 (en)   | 監督賞                                                        | バリー・ジェンキンス                                                                                                   | ノミネート | [ 71 ] [ 72 ] [ 73 ]                      |
| ヒューストン映画批評家協会賞                       | 2017年1月6日 (en)   | 撮影賞                                                        | ジェームズ・ラクストン                                                                                                 | ノミネート | [ 71 ] [ 72 ] [ 73 ]                      |
| ヒューストン映画批評家協会賞                       | 2017年1月6日 (en)   | 作曲賞                                                        | ニコラス・ブリテル | ノミネート | [ 71 ] [ 72 ] [ 73 ]                      |
| ヒューストン映画批評家協会賞                       | 2017年1月6日 (en)   | 脚本賞                                                        | バリー・ジェンキンス、 タレル・アルヴィン・マクレイニー                                                                | ノミネート | [ 71 ] [ 72 ] [ 73 ]                      |
| ヒューストン映画批評家協会賞                       | 2017年1月6日 (en)   | ポスター賞                                                    | 映画本編 | ノミネート | [ 71 ] [ 72 ] [ 73 ]                      |
| インディペンデント・スピリット賞                   | 2017年2月25日       | 作品賞                                                        | 映画本編 | 受賞       | [ 74 ] [ 75 ] [ 76 ] [ 77 ]               |
| インディペンデント・スピリット賞                   | 2017年2月25日       | 監督賞                                                        | バリー・ジェンキンス                                                                                                   | 受賞       | [ 74 ] [ 75 ] [ 76 ] [ 77 ]               |
| インディペンデント・スピリット賞                   | 2017年2月25日       | 脚本賞                                                        | バリー・ジェンキンス、 タレル・アルヴィン・マクレイニー                                                                | 受賞       | [ 74 ] [ 75 ] [ 76 ] [ 77 ]               |
| インディペンデント・スピリット賞                   | 2017年2月25日       | 撮影賞                                                        | ジェームズ・ラクストン                                                                                                 | 受賞       | [ 74 ] [ 75 ] [ 76 ] [ 77 ]               |
| インディペンデント・スピリット賞                   | 2017年2月25日       | 編集賞                                                        | ジョイ・マクミロン、ナット・サンダース                                                                                 | 受賞       | [ 74 ] [ 75 ] [ 76 ] [ 77 ]               |
| インディペンデント・スピリット賞                   | 2017年2月25日       | ロバート・アルトマン賞                                        | 映画本編 | 受賞       | [ 74 ] [ 75 ] [ 76 ] [ 77 ]               |
| ロンドン映画批評家協会賞                           | 2017年1月22日 (en)  | 作品賞                                                        | 映画本編 | ノミネート | [ 78 ] [ 79 ]                             |
| ロンドン映画批評家協会賞                           | 2017年1月22日 (en)  | 監督賞                                                        | バリー・ジェンキンス                                                                                                   | ノミネート | [ 78 ] [ 79 ]                             |
| ロンドン映画批評家協会賞                           | 2017年1月22日 (en)  | 助演男優賞                                                    | マハーシャラ・アリ | 受賞       | [ 78 ] [ 79 ]                             |
| ロンドン映画批評家協会賞                           | 2017年1月22日 (en)  | 助演女優賞                                                    | ナオミ・ハリス | 受賞       | [ 78 ] [ 79 ]                             |
| ロンドン映画批評家協会賞                           | 2017年1月22日 (en)  | 脚本賞                                                        | バリー・ジェンキンス                                                                                                   | ノミネート | [ 78 ] [ 79 ]                             |
| ロンドン映画批評家協会賞                           | 2017年1月22日 (en)  | 英国女優賞                                                    | ナオミ・ハリス （『素晴らしきかな、人生』・『われらが背きし者』も対象）                                                | ノミネート | [ 78 ] [ 79 ]                             |
| ロンドン映画批評家協会賞                           | 2017年1月22日 (en)  | 技術成果賞                                                    | ジョイ・マクミロン、ナット・サンダース（編集）                                                                         | ノミネート | [ 78 ] [ 79 ]                             |
| ロンドン映画祭                                     | 2016年10月16日      | 公式コンペティション                                          | 映画本編 | ノミネート | [ 80 ] [ 81 ]                             |
| ロサンゼルス映画批評家協会賞                       | 2016年12月4日       | 作品賞                                                        | 映画本編 | 受賞       | [ 82 ]                                    |
| ロサンゼルス映画批評家協会賞                       | 2016年12月4日       | 監督賞                                                        | バリー・ジェンキンス                                                                                                   | 受賞       | [ 82 ]                                    |
| ロサンゼルス映画批評家協会賞                       | 2016年12月4日       | 助演男優賞                                                    | マハーシャラ・アリ | 受賞       | [ 82 ]                                    |
| ロサンゼルス映画批評家協会賞                       | 2016年12月4日       | 撮影賞                                                        | ジェームズ・ラクストン                                                                                                 | 受賞       | [ 82 ]                                    |
| マール・デル・プラタ国際映画祭                     | 2016年11月27日      | 長編映画賞                                                    | 映画本編 | ノミネート | [ 83 ] [ 84 ]                             |
| マール・デル・プラタ国際映画祭                     | 2016年11月27日      | アルフレド・アルコン男優賞                                    | マハーシャラ・アリ | 受賞       | [ 83 ] [ 84 ]                             |
| ミル・ヴァレー映画祭                               | October 16, 2016    | アメリカ映画：観客賞                                          | 映画本編 | 金賞       | [ 85 ]                                    |
| NAACPイメージ・アワード                            | 2017年2月11日 (en)  | 作品賞                                                        | 映画本編 | ノミネート | [ 86 ] [ 87 ]                             |
| NAACPイメージ・アワード                            | 2017年2月11日 (en)  | 映画部門 助演男優賞                                           | マハーシャラ・アリ | 受賞       | [ 86 ] [ 87 ]                             |
| NAACPイメージ・アワード                            | 2017年2月11日 (en)  | 映画部門 助演男優賞                                           | トレヴァンテ・ローズ                                                                                                   | ノミネート | [ 86 ] [ 87 ]                             |
| NAACPイメージ・アワード                            | 2017年2月11日 (en)  | インデペンデント映画賞                                        | 映画本編 | 受賞       | [ 86 ] [ 87 ]                             |
| NAACPイメージ・アワード                            | 2017年2月11日 (en)  | 映画部門 監督賞                                               | バリー・ジェンキンス                                                                                                   | 受賞       | [ 86 ] [ 87 ]                             |
| NAACPイメージ・アワード                            | 2017年2月11日 (en)  | 映画部門 脚本賞                                               | バリー・ジェンキンス                                                                                                   | 受賞       | [ 86 ] [ 87 ]                             |
| ナショナル・ボード・オブ・レビュー賞               | 2017年1月4日        | 監督賞                                                        | バリー・ジェンキンス                                                                                                   | 受賞       | [ 88 ] [ 89 ]                             |
| ナショナル・ボード・オブ・レビュー賞               | 2017年1月4日        | 助演女優賞                                                    | ナオミ・ハリス | 受賞       | [ 88 ] [ 89 ]                             |
| 全米映画批評家協会賞                               | 2017年1月7日 (en)   | 作品賞                                                        | 映画本編 | 受賞       | [ 90 ] [ 91 ]                             |
| 全米映画批評家協会賞                               | 2017年1月7日 (en)   | 監督賞                                                        | バリー・ジェンキンス                                                                                                   | 受賞       | [ 90 ] [ 91 ]                             |
| 全米映画批評家協会賞                               | 2017年1月7日 (en)   | 助演男優賞                                                    | マハーシャラ・アリ | 受賞       | [ 90 ] [ 91 ]                             |
| 全米映画批評家協会賞                               | 2017年1月7日 (en)   | 助演女優賞                                                    | ナオミ・ハリス | 3位        | [ 90 ] [ 91 ]                             |
| 全米映画批評家協会賞                               | 2017年1月7日 (en)   | 脚本賞                                                        | バリー・ジェンキンス                                                                                                   | 2位        | [ 90 ] [ 91 ]                             |
| 全米映画批評家協会賞                               | 2017年1月7日 (en)   | 撮影賞                                                        | ジェームズ・ラクストン                                                                                                 | 受賞       | [ 90 ] [ 91 ]                             |
| ニューヨーク映画批評家協会賞                       | 2016年12月1日       | 監督賞                                                        | バリー・ジェンキンス                                                                                                   | 受賞       | [ 92 ]                                    |
| ニューヨーク映画批評家協会賞                       | 2016年12月1日       | 助演男優賞                                                    | マハーシャラ・アリ | 受賞       | [ 92 ]                                    |
| ニューヨーク映画批評家協会賞                       | 2016年12月1日       | 撮影賞                                                        | ジェームズ・ラクストン                                                                                                 | 受賞       | [ 92 ]                                    |
| ニューヨーク映画批評家オンライン                   | 2016年12月11日      | 作品賞                                                        | 映画本編 | 受賞       | [ 93 ]                                    |
| ニューヨーク映画批評家オンライン                   | 2016年12月11日      | 監督賞                                                        | バリー・ジェンキンス                                                                                                   | 受賞       | [ 93 ]                                    |
| ニューヨーク映画批評家オンライン                   | 2016年12月11日      | 助演男優賞                                                    | マハーシャラ・アリ | 受賞       | [ 93 ]                                    |
| ニューヨーク映画批評家オンライン                   | 2016年12月11日      | 脚本賞                                                        | バリー・ジェンキンス                                                                                                   | 受賞       | [ 93 ]                                    |
| ニューヨーク映画批評家オンライン                   | 2016年12月11日      | 撮影賞                                                        | ジェームズ・ラクストン                                                                                                 | 受賞       | [ 93 ]                                    |
| ニューヨーク映画批評家オンライン                   | 2016年12月11日      | アンサンブル・キャスト賞                                      | 『ムーンライト』キャスト                                                                                               | 受賞       | [ 93 ]                                    |
| ニューヨーク映画批評家オンライン                   | 2016年12月11日      | トップ12映画                                                  | 映画本編 | 受賞       | [ 93 ]                                    |
| オンライン映画批評家協会賞                         | 2017年1月3日 (en)   | 作品賞                                                        | 映画本編 | 受賞       | [ 94 ]                                    |
| オンライン映画批評家協会賞                         | 2017年1月3日 (en)   | 監督賞                                                        | バリー・ジェンキンス                                                                                                   | 受賞       | [ 94 ]                                    |
| オンライン映画批評家協会賞                         | 2017年1月3日 (en)   | 助演男優賞                                                    | マハーシャラ・アリ | 受賞       | [ 94 ]                                    |
| オンライン映画批評家協会賞                         | 2017年1月3日 (en)   | 助演女優賞                                                    | ナオミ・ハリス | 受賞       | [ 94 ]                                    |
| オンライン映画批評家協会賞                         | 2017年1月3日 (en)   | 脚色賞                                                        | バリー・ジェンキンス、 タレル・アルヴィン・マクレイニー                                                                | ノミネート | [ 94 ]                                    |
| オンライン映画批評家協会賞                         | 2017年1月3日 (en)   | 編集賞                                                        | ジョイ・マクミロン、ナット・サンダース                                                                                 | ノミネート | [ 94 ]                                    |
| オンライン映画批評家協会賞                         | 2017年1月3日 (en)   | 撮影賞                                                        | ジェームズ・ラクストン                                                                                                 | ノミネート | [ 94 ]                                    |
| パームスプリングス国際映画祭                       | 2017年1月2日        | ブレイクスルー・パフォーマンス賞                              | マハーシャラ・アリ | 受賞       | [ 95 ]                                    |
| 全米製作者組合賞                                   | 2017年1月28日       | 作品賞（劇場公開映画） (en)                                   | デデ・ガードナー、ジェレミー・クライナー、アデル・ロマンスキー                                                         | ノミネート | [ 96 ]                                    |
| サンディエゴ映画批評家協会賞                       | 2016年12月12日 (en) | 作品賞                                                        | 映画本編 | ノミネート | [ 97 ] [ 98 ]                             |
| サンディエゴ映画批評家協会賞                       | 2016年12月12日 (en) | 監督賞                                                        | バリー・ジェンキンス                                                                                                   | ノミネート | [ 97 ] [ 98 ]                             |
| サンディエゴ映画批評家協会賞                       | 2016年12月12日 (en) | 助演男優賞                                                    | マハーシャラ・アリ | 受賞       | [ 97 ] [ 98 ]                             |
| サンディエゴ映画批評家協会賞                       | 2016年12月12日 (en) | 脚本賞                                                        | バリー・ジェンキンス、 タレル・アルヴィン・マクレイニー                                                                | ノミネート | [ 97 ] [ 98 ]                             |
| サンディエゴ映画批評家協会賞                       | 2016年12月12日 (en) | 撮影賞                                                        | ジェームズ・ラクストン                                                                                                 | 次点       | [ 97 ] [ 98 ]                             |
| サンディエゴ映画批評家協会賞                       | 2016年12月12日 (en) | アンサンブル演技賞                                            | 『ムーンライト』キャスト                                                                                               | ノミネート | [ 97 ] [ 98 ]                             |
| サンフランシスコ映画批評家協会賞                   | 2016年12月11日      | 作品賞                                                        | 映画本編 | 受賞       | [ 99 ] [ 100 ]                            |
| サンフランシスコ映画批評家協会賞                   | 2016年12月11日      | 監督賞                                                        | バリー・ジェンキンス                                                                                                   | 受賞       | [ 99 ] [ 100 ]                            |
| サンフランシスコ映画批評家協会賞                   | 2016年12月11日      | 助演男優賞                                                    | マハーシャラ・アリ | 受賞       | [ 99 ] [ 100 ]                            |
| サンフランシスコ映画批評家協会賞                   | 2016年12月11日      | 助演女優賞                                                    | ナオミ・ハリス | ノミネート | [ 99 ] [ 100 ]                            |
| サンフランシスコ映画批評家協会賞                   | 2016年12月11日      | オリジナル脚本賞                                              | バリー・ジェンキンス                                                                                                   | 受賞       | [ 99 ] [ 100 ]                            |
| サンフランシスコ映画批評家協会賞                   | 2016年12月11日      | 撮影賞                                                        | ジェームズ・ラクストン                                                                                                 | 受賞       | [ 99 ] [ 100 ]                            |
| サンフランシスコ映画批評家協会賞                   | 2016年12月11日      | 作曲賞                                                        | ニコラス・ブリテル | ノミネート | [ 99 ] [ 100 ]                            |
| サンフランシスコ映画批評家協会賞                   | 2016年12月11日      | 映画編集賞                                                    | ジョイ・マクミロン、ナット・サンダース                                                                                 | 受賞       | [ 99 ] [ 100 ]                            |
| サンタバーバラ国際映画祭                           | 2017年2月3日        | ヴィルトゥオーゾ賞                                            | ナオミ・ハリス | 受賞       | [ 101 ]                                   |
| サンタバーバラ国際映画祭                           | 2017年2月3日        | ヴィルトゥオーゾ賞                                            | マハーシャラ・アリ | 受賞       | [ 101 ]                                   |
| サンタバーバラ国際映画祭                           | 2017年2月3日        | ヴィルトゥオーゾ賞                                            | ジャネール・モネイ （『ドリーム』も対象）                                                                              | 受賞       | [ 101 ]                                   |
| サテライト賞                                       | 2017年2月19日       | 作品賞                                                        | 映画本編 | ノミネート | [ 102 ] [ 103 ]                           |
| サテライト賞                                       | 2017年2月19日       | 監督賞                                                        | バリー・ジェンキンス                                                                                                   | ノミネート | [ 102 ] [ 103 ]                           |
| サテライト賞                                       | 2017年2月19日       | 映画部門 助演男優賞                                           | マハーシャラ・アリ | ノミネート | [ 102 ] [ 103 ]                           |
| サテライト賞                                       | 2017年2月19日       | 映画部門 助演女優賞                                           | ナオミ・ハリス | 受賞       | [ 102 ] [ 103 ]                           |
| サテライト賞                                       | 2017年2月19日       | 脚本賞                                                        | バリー・ジェンキンス                                                                                                   | 受賞       | [ 102 ] [ 103 ]                           |
| サテライト賞                                       | 2017年2月19日       | 撮影賞                                                        | ジェームズ・ラクストン                                                                                                 | ノミネート | [ 102 ] [ 103 ]                           |
| サテライト賞                                       | 2017年2月19日       | 編集賞                                                        | ジョイ・マクミロン、ナット・サンダース                                                                                 | ノミネート | [ 102 ] [ 103 ]                           |
| 全米映画俳優組合賞                                 | 2017年1月29日       | 助演男優賞                                                    | マハーシャラ・アリ | 受賞       | [ 104 ]                                   |
| 全米映画俳優組合賞                                 | 2017年1月29日       | 助演女優賞                                                    | ナオミ・ハリス | ノミネート | [ 104 ]                                   |
| 全米映画俳優組合賞                                 | 2017年1月29日       | キャスト賞                                                    | 『ムーンライト』キャスト                                                                                               | ノミネート | [ 104 ]                                   |
| セントルイス映画批評家協会賞                       | 2016年12月18日 (en) | 作品賞                                                        | 映画本編 | ノミネート | [ 105 ]                                   |
| セントルイス映画批評家協会賞                       | 2016年12月18日 (en) | 監督賞                                                        | バリー・ジェンキンス                                                                                                   | ノミネート | [ 105 ]                                   |
| セントルイス映画批評家協会賞                       | 2016年12月18日 (en) | 助演男優賞                                                    | マハーシャラ・アリ | 受賞       | [ 105 ]                                   |
| セントルイス映画批評家協会賞                       | 2016年12月18日 (en) | 助演女優賞                                                    | ナオミ・ハリス | ノミネート | [ 105 ]                                   |
| セントルイス映画批評家協会賞                       | 2016年12月18日 (en) | 脚本賞                                                        | バリー・ジェンキンス                                                                                                   | ノミネート | [ 105 ]                                   |
| セントルイス映画批評家協会賞                       | 2016年12月18日 (en) | 編集賞                                                        | ジョイ・マクミロン、ナット・サンダース                                                                                 | ノミネート | [ 105 ]                                   |
| セントルイス映画批評家協会賞                       | 2016年12月18日 (en) | 撮影賞                                                        | ジェームズ・ラクストン                                                                                                 | 次点       | [ 105 ]                                   |
| セントルイス映画批評家協会賞                       | 2016年12月18日 (en) | 音楽/作曲賞                                                   | ニコラス・ブリテル | ノミネート | [ 105 ]                                   |
| トロント映画批評家協会賞                           | 2016年12月11日 (en) | 作品賞                                                        | 映画本編 | 受賞       | [ 106 ] [ 107 ]                           |
| トロント映画批評家協会賞                           | 2016年12月11日 (en) | 助演男優賞                                                    | マハーシャラ・アリ | 受賞       | [ 106 ] [ 107 ]                           |
| トロント映画批評家協会賞                           | 2016年12月11日 (en) | 助演女優賞                                                    | ナオミ・ハリス | 次点       | [ 106 ] [ 107 ]                           |
| トロント映画批評家協会賞                           | 2016年12月11日 (en) | 監督賞                                                        | バリー・ジェンキンス                                                                                                   | 次点       | [ 106 ] [ 107 ]                           |
| トロント映画批評家協会賞                           | 2016年12月11日 (en) | 脚本賞                                                        | バリー・ジェンキンス                                                                                                   | 次点       | [ 106 ] [ 107 ]                           |
| トロント国際映画祭                                 | 2016年9月18日 (en)  | プラットフォーム賞                                            | バリー・ジェンキンス                                                                                                   | ノミネート | [ 108 ] [ 109 ] [ 110 ]                   |
| USCスクリプター・アワード                          | 2017年2月11日       | 脚本賞                                                        | バリー・ジェンキンス                                                                                                   | 受賞       | [ 111 ] [ 112 ]                           |
| バンクーバー映画批評家協会賞                       | 2016年12月20日 (en) | 作品賞                                                        | 映画本編 | ノミネート | [ 113 ] [ 114 ]                           |
| バンクーバー映画批評家協会賞                       | 2016年12月20日 (en) | 助演男優賞                                                    | マハーシャラ・アリ | 受賞       | [ 113 ] [ 114 ]                           |
| バンクーバー映画批評家協会賞                       | 2016年12月20日 (en) | 助演女優賞                                                    | ナオミ・ハリス | ノミネート | [ 113 ] [ 114 ]                           |
| バンクーバー映画批評家協会賞                       | 2016年12月20日 (en) | 脚本賞                                                        | バリー・ジェンキンス                                                                                                   | ノミネート | [ 113 ] [ 114 ]                           |
| ワシントンD.C.映画批評家協会賞                     | 2016年12月5日       | 作品賞                                                        | 映画本編 | ノミネート | [ 115 ] [ 116 ] [ 117 ]                   |
| ワシントンD.C.映画批評家協会賞                     | 2016年12月5日       | 監督賞                                                        | バリー・ジェンキンス                                                                                                   | ノミネート | [ 115 ] [ 116 ] [ 117 ]                   |
| ワシントンD.C.映画批評家協会賞                     | 2016年12月5日       | 助演男優賞                                                    | マハーシャラ・アリ | 受賞       | [ 115 ] [ 116 ] [ 117 ]                   |
| ワシントンD.C.映画批評家協会賞                     | 2016年12月5日       | 助演女優賞                                                    | ナオミ・ハリス | ノミネート | [ 115 ] [ 116 ] [ 117 ]                   |
| ワシントンD.C.映画批評家協会賞                     | 2016年12月5日       | 脚本賞                                                        | バリー・ジェンキンス、 タレル・アルヴィン・マクレイニー                                                                | ノミネート | [ 115 ] [ 116 ] [ 117 ]                   |
| ワシントンD.C.映画批評家協会賞                     | 2016年12月5日       | アンサンブル賞                                                | 『ムーンライト』キャスト                                                                                               | ノミネート | [ 115 ] [ 116 ] [ 117 ]                   |
| ワシントンD.C.映画批評家協会賞                     | 2016年12月5日       | 撮影賞                                                        | ジェームズ・ラクストン                                                                                                 | ノミネート | [ 115 ] [ 116 ] [ 117 ]                   |
| ワシントンD.C.映画批評家協会賞                     | 2016年12月5日       | 編集賞                                                        | ジョイ・マクミロン、ナット・サンダース                                                                                 | ノミネート | [ 115 ] [ 116 ] [ 117 ]                   |
| ワシントンD.C.映画批評家協会賞                     | 2016年12月5日       | 作曲賞                                                        | ニコラス・ブリテル | ノミネート | [ 115 ] [ 116 ] [ 117 ]                   |
| 女性映画批評家協会賞                               | 2016年12月19日      | ジョゼフィーン・ベイカー賞                                    | 作品本編 | ノミネート | [ 118 ]                                   |
| 全米脚本家組合賞                                   | 2017年2月19日       | 脚本賞                                                        | バリー・ジェンキンス、 タレル・アルヴィン・マクレイニー                                                                | 受賞       | [ 119 ] [ 120 ]                           |